# Concepción (Corrientes)
Concepción del Yaguareté Corá (en guaraní: Jaguarete Kora), también conocida como Concepción es una localidad de la provincia de Corrientes, Argentina. Es la cabecera del municipio de Concepción y del departamento homónimo.
Es una de las ciudades más antiguas de la provincia. Se encuentra a 189 kilómetros de la capital provincial.

## Historia
En este lugar existía un caserío de no más de 12 ranchos, llamado Yaguareté Corá, que en guaraní significa ‘corral del yaguareté’, debido a la existencia de gran cantidad de yaguaretés que habitaban en la zona, y a la abundante vegetación que servía de defensa natural del ataque de estos animales.
El 21 de septiembre de 1796, «se fundó» la villa de Yaguareté Corá como parte del poblamiento de la zona por pequeños agricultores y ganaderos independientes. Su población en el momento de su fundación era de 82 españoles y 26 originarios. En este caserío de no más de 12 ranchos se concentró el ejército liderado por el general Manuel Belgrano en los preparativos de la batalla de Itapúa. Varios vecinos del pueblo se alistaron en el ejército revolucionario, entre ellos el niño Pedro Ríos (12), el Tambor de Tacuarí, quien fungió como tamborilero de combate y fue herido de muerte el 9 de marzo de 1811 en la batalla de Tacuarí.
En 1870, por decisión del gobierno provincial, la villa de Yaguareté Corá adoptó oficialmente el nombre de Inmaculada Concepción de la Virgen María.
El Gobierno de la provincia de Corrientes, por Ley del 27 de septiembre de 1877, ordenó la delineación del pueblo de Concepción, conforme a la Ley de 1875 que ordenaba la fundación de los pueblos agrícolas. De acuerdo a esa Reglamentación, el 10 de diciembre de 1878 se procedió a la mensura.
La plaza ocupa el lugar antiguo. Se hizo el trazado cuadrangular de calles para demarcar las viviendas.
En lo que se refiere a la arquitectura, Concepción se caracteriza por sus viviendas sencillas y espaciosas. Se observa viviendas que tienen una adaptación de más de cien años. Presentan un acento colonial, con paredes gruesas y numerosas viviendas presentan galerías a la calle. Estas se contrastan con los barrios modernos construidos en los últimos años.
Las calles son de arena y en menor proporción asfaltadas, en cuanto la actividad económica de la región, cabe decir de las más desarrolladas son la explotación forestal-sobre el eucalipto y el pino que producen maderas, resinas y la ganadería con la cría de vacunos y ovinos.
Aunque durante los últimos años la actividad turística ha tomado impulso. 
Otras actividades que se desarrollan son la fruticultura, la horticultura y la floricultura que se desarrolla en Santa Rosa y Tabay.

## Población
Cuenta con 4 022 habitantes (Indec, 2010), lo que representa un incremento del 24,6 % frente a los 3 227 habitantes (Indec, 2001) del censo anterior.
| Gráfica de evolución demográfica de Concepción entre 1991 y 2010 |
|                                                                  |
| Fuente: censos nacionales del INDEC                              |

## Toponimia

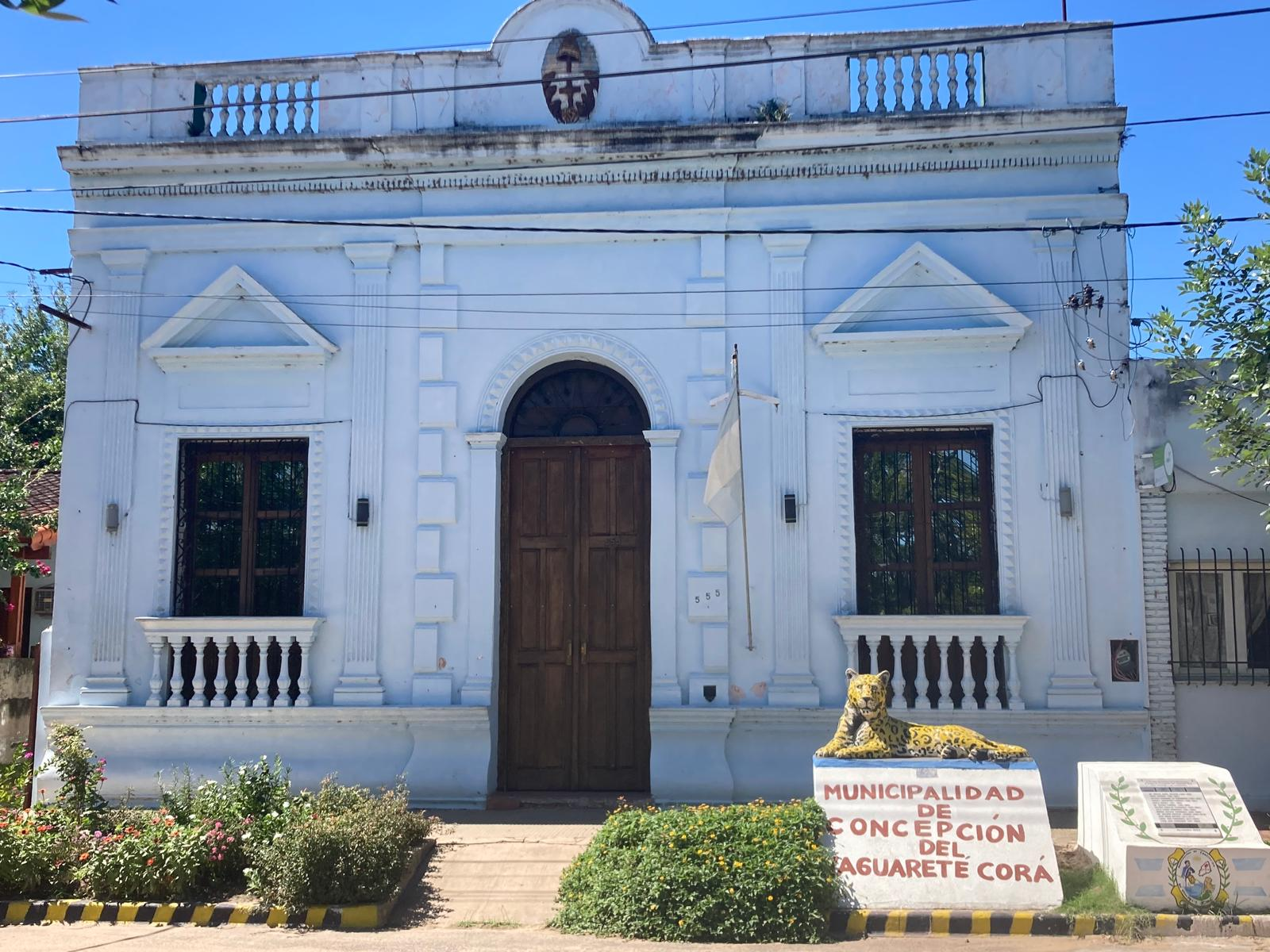
Frente de la municipalidad de Concepción Yaguareté Corá.

Es llamada también por su nombre guaraní Jaguarete Kora (‘corral del yaguareté’), por la existencia de gran cantidad de estos animales que habitaban en la zona y la abundante vegetación que servía de defensa natural del ataque de estos animales.
Yaguareté Corá fue su denominación oficial hasta 1870.
La carta orgánica municipal establece:

Artículo 1.º: Denominación oficial. El municipio de Concepción adopta como nombre oficial de la localidad el de Concepción del Yaguareté Corá. «Yaguareté-corá», significa ‘corral de tigres’ en guaraní.

## Atractivos turísticos

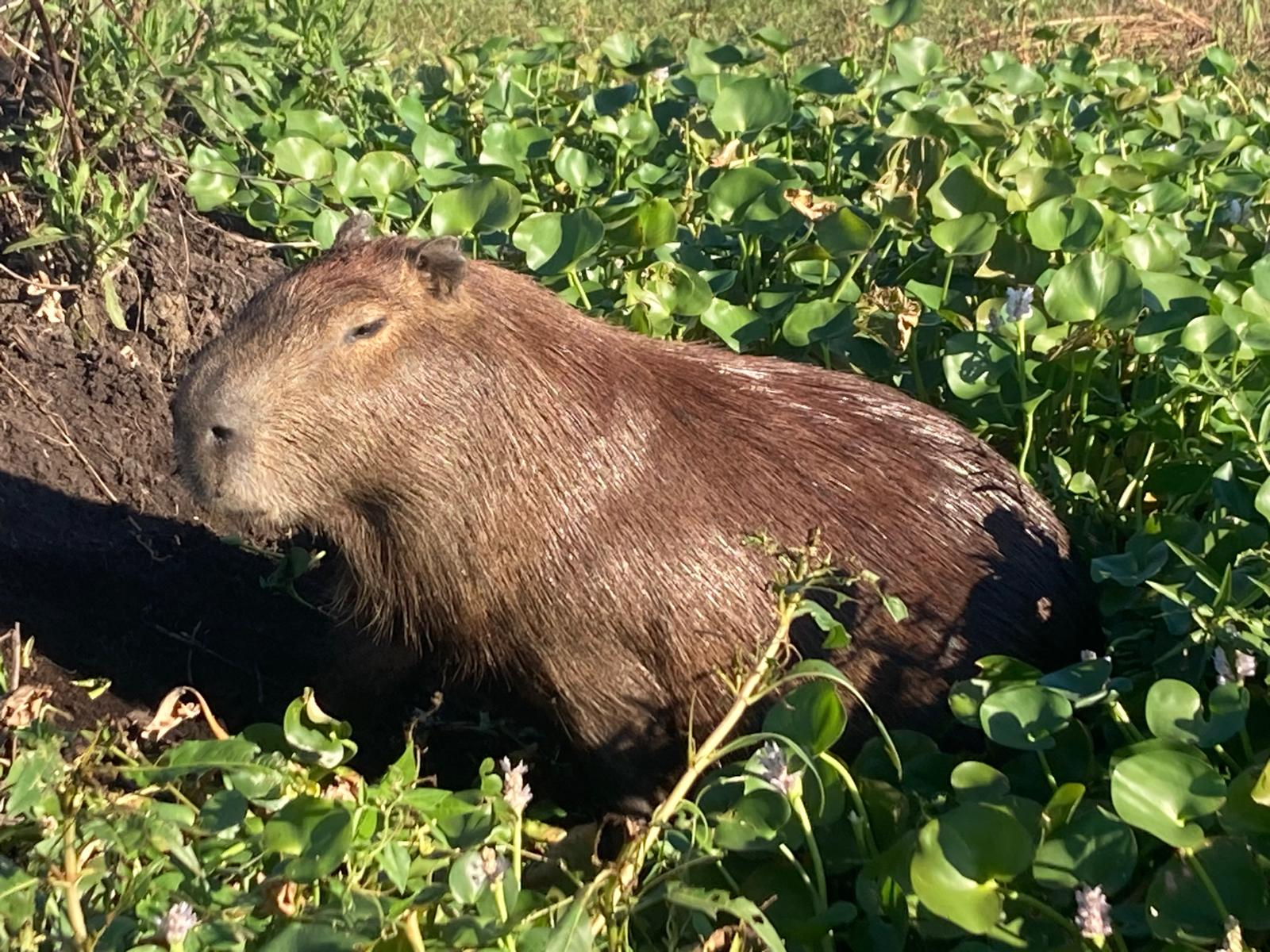
Espécimen de carpincho visto en la lagura del Ibera desde portal Carambola.

Su ubicación permite el acceso a las zonas menos exploradas de la Reserva Natural de los Esteros del Iberá a través del portal de Carambola.
Desde el año 2006 es sede de la Fiesta del Peón Rural, que se realiza el primer fin de semana del mes de mayo.
Cuenta con una Asociación de Guías de Sitio, que brinda servicio de paseos en kayak, cabalgatas, paseos en lancha, etc.
También cuenta con un centro de interpretación del Iberá y tres museos: El museo de muñecas de la Pilarcita, el museo histórico y el museo de pueblos originarios y policial. 
En alojamientos, posee cuatro hoteles, y hospedajes en casas particulares

## Geografía
- Altitud: 51 m s. n. m.
- Latitud: 28° 22′ 60" S
- Longitud: 57° 52′ 60" O

## Parroquias y Deportes
| Arquidiócesis | Corrientes            |
| ------------- | --------------------- |
| Parroquia     | Inmaculada Concepción |

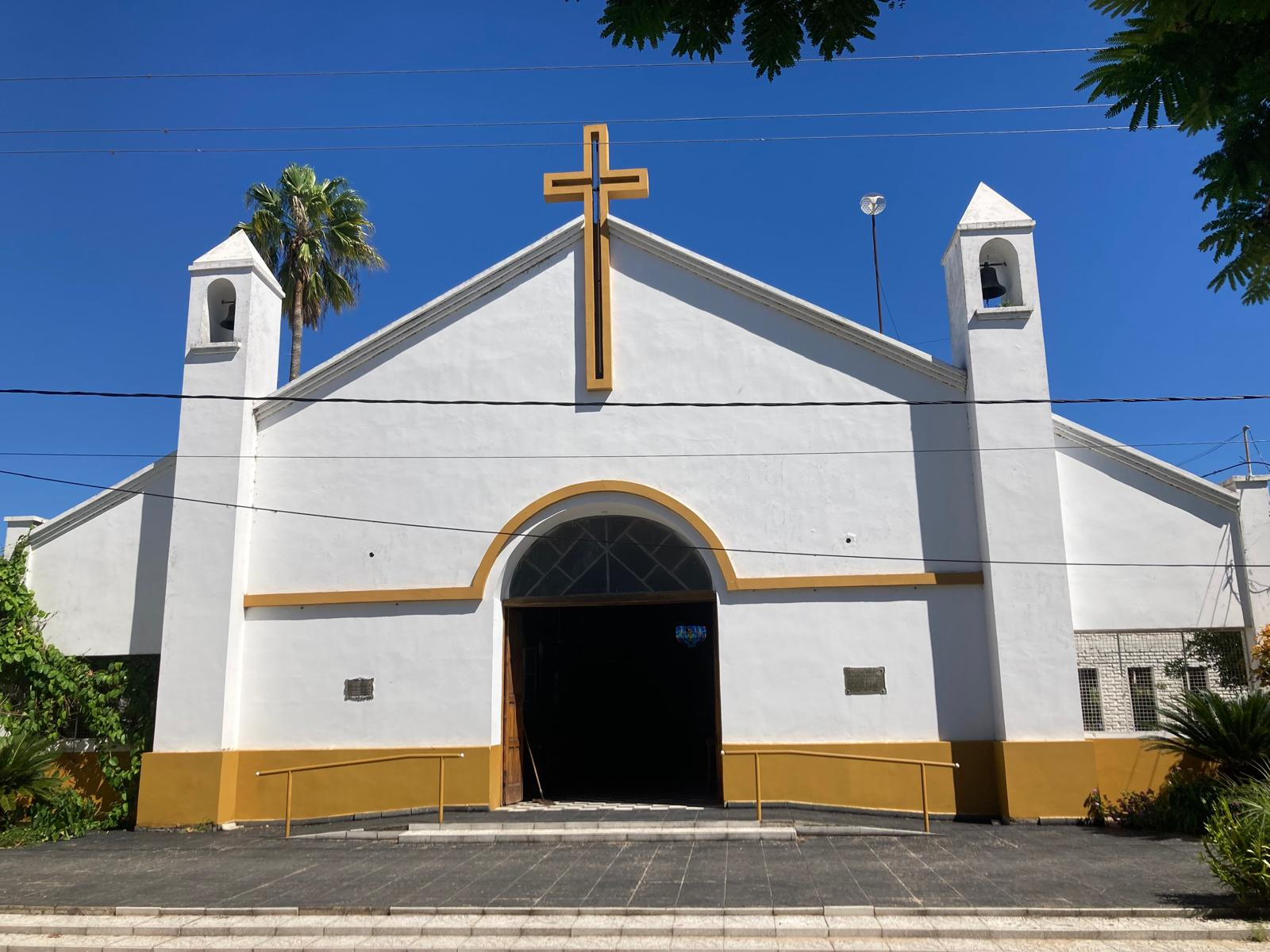
Parroquia de la Inmaculada Concepción

En esta ciudad se venera al "Santo Cambá", San Baltazar, el 6 de enero de cada año. Para esto se tocan ritmos de origen africano, como el candombe, en este caso en una variante correntina.
En esta ciudad hay varios "clubes de barrio" como por ejemplo: Club Deportivo Puerto Tuya de Corrientes.